# Lee Carleton
Jesse Landis Carleton, detto Lee (Cumberland, 20 agosto 1862 – St. Louis, 6 dicembre 1921), è stato un golfista statunitense.

## Carriera
Carleton partecipò ai Giochi olimpici di Saint Louis 1904, dove vinse una medaglia di bronzo nel torneo a squadre. Nella stessa Olimpiade prese parte al torneo individuale, in cui fu sconfitto ai sedicesimi di finale da Ned Sawyer.
Era lo zio di Murray Carleton, anch'egli golfista olimpico.

## Palmarès
In carriera ha conseguito i seguenti risultati:
- Giochi olimpici

St. Louis 1904: una medaglia di bronzo nel torneo a squadre.